# 湧安
湧安（ゆうあん）は、明の時代に僧明本が建てた私年号。1430年（宣徳五年）。

## 西暦との対照表
| 湧安 | 元年   |
| 西暦 | 1430年 |
| 干支 | 庚戌   |